# Spaces
Spaces — допоміжна утиліта операційної системи Mac OS X Leopard, що дозволяє одночасно користуватися декількома робочими столами одночасно на комп'ютері Macintosh. Розроблена як одна з додаткових можливостей операційної системи Mac OS X Leopard компанією Apple Computer.